# Андреа Гасбарроні
Андреа Газбарроні (італ. Andrea Gasbarroni, нар. 6 серпня 1981, Турин) — італійський футболіст, півзахисник клубу «Пінероло».
Виступав, зокрема, за клуби «Парма» та «Торіно», а також олімпійську збірну Італії, у складі якої є бронзовим призером Олімпіади 2004 року.

## Клубна кар'єра
Народився 6 серпня 1981 року в місті Турин. Вихованець футбольної школи «Ювентуса», але так і не зіграв жодного матчу за основну команду. У 2001 році він був відправлений набиратися досвіду в клуб Серії С1 «Варезе», а потім в «Сампдорію», з якої вийшов із Серії В в Серію А.
У 2003 році Гасбарроні перейшов в «Палермо» (за 2,7 млн євро була придбана частина прав на трансфер футболіста). Гасбарроні грав в основі «Палермо», але через розбіжності з головним тренером Франческо Гвідоліном він перейшов в «Сампдорію», знову на правах оренди.
У червні 2006 року Гасбарроні перейшов в «Парму», що купила частину прав на гравця, якими володів «Палермо». На початку сезону Гасбарроні не показував вражаючої гри, але, з приходом на пост тренера Клаудіо Раньєрі, став основним гравцем команди, і по закінченні сезону клуб викупив частину трансферу гравця за 1,4 млн євро. У сезоні 2007/08 Гасбарроні програв конкуренцію в складі Андреа Пізану, але часто виходив на заміну.
У 2008 році Гасбарроні був куплений «Дженоа» за 5 млн євро. Але безліч дрібних травм завадили грі Андреа в клубі, тому вже 2 лютого 2009 року «Торіно» викупило частину прав на футболіста. Цей перехід став постійним в червні 2009 року після того, як «Дженоа» відмовилося зробити пропозицію викупити половину прав на гравця. Граючи у складі «Торіно» також здебільшого виходив на поле в основному складі команди, проте у сезоні 2011/12 не зіграв жодного матчу. За підсумками того сезону туринці вийшли до Серії А, проте Гасбарроні на правах вільного агента покинув клуб.
З літа 2012 року став виступати за «Монцу» з четвертого за рівнем дивізіону, з якою за підсумками сезону 2013/14 вийшов до Легі Про, після чого в цьому ж дивізіоні грав за клуб «Джана Ермініо».
У вересні 2016 року на правах вільного агента приєднався до клубу «Пінероло» з Серії D. Відтоді встиг відіграти за цю команду 2 матчі в національному чемпіонаті.

## Виступи за збірні
2000 року дебютував у складі юнацької збірної Італії, взяв участь у 5 іграх на юнацькому рівні, відзначившись 2 забитими голами.
Протягом 2001—2004 років залучався до складу молодіжної збірної Італії. На молодіжному рівні зіграв у 14 офіційних матчах, забив 3 голи.
Влітку 2004 року захищав кольори олімпійської збірної Італії. У складі цієї команди провів 3 матчі на Олімпійських іграх 2004 року в Афінах, на якому команда здобула бронзові олімпійські нагороди.

## Статистика виступів

### Статистика клубних виступів
| Сезон                 | Команда               | Чемпіонат             | Чемпіонат | Чемпіонат | Національний кубок | Національний кубок | Національний кубок | Єврокубки | Єврокубки | Єврокубки | Інші змагання | Інші змагання | Інші змагання | Усього | Усього |
| Сезон                 | Команда               | Ліга                  | Ігор      | Голів     | Ліга               | Ігор               | Голів              | Ліга      | Ігор      | Голів     | Ліга          | Ігор          | Голів         | Ігор   | Голів  |
| --------------------- | --------------------- | --------------------- | --------- | --------- | ------------------ | ------------------ | ------------------ | --------- | --------- | --------- | ------------- | ------------- | ------------- | ------ | ------ |
| 2000–01               | «Ювентус»             | A                     | 0         | 0         | КІ                 | 0                  | 0                  | ЛЧ        | 0         | 0         | -             | -             | -             | 0      | 0      |
| 2001–02               | «Варезе»              | C1 (ІІІ)              | 27        | 6         | КІ-C               | 3                  | 1                  | -         | -         | -         | -             | -             | -             | 30     | 7      |
| 2002–03               | «Сампдорія»           | B (ІІ)                | 21        | 2         | КІ                 | 4                  | 0                  | -         | -         | -         | -             | -             | -             | 25     | 2      |
| 2003–04               | «Палермо»             | B (ІІ)                | 39        | 6         | КІ                 | 2                  | 0                  | -         | -         | -         | -             | -             | -             | 41     | 6      |
| 2004–05               | «Палермо»             | A                     | 9         | 0         | КІ                 | 0                  | 0                  | -         | -         | -         | -             | -             | -             | 9      | 0      |
| Усього за «Палермо»   | Усього за «Палермо»   | Усього за «Палермо»   | 48        | 6         |                    | 2                  | 0                  |           |           |           |               |               |               | 50     | 6      |
| 2004–05               | «Сампдорія»           | A                     | 11        | 2         | КІ                 | 1                  | 0                  | -         | -         | -         | -             | -             | -             | 12     | 2      |
| 2005–06               | «Сампдорія»           | A                     | 28        | 3         | КІ                 | 2                  | 0                  | КУЄФА     | 5         | 1         | -             | -             | -             | 35     | 4      |
| Усього за «Сампдорію» | Усього за «Сампдорію» | Усього за «Сампдорію» | 60        | 7         |                    | 7                  | 0                  |           | 5         | 1         |               |               |               | 72     | 8      |
| 2006–07               | «Парма»               | A                     | 29        | 6         | КІ                 | 2                  | 0                  | КУЄФА     | 5         | 0         | -             | -             | -             | 36     | 6      |
| 2007–08               | «Парма»               | A                     | 26        | 5         | КІ                 | 0                  | 0                  | -         | -         | -         | -             | -             | -             | 26     | 5      |
| Усього за «Парму»     | Усього за «Парму»     | Усього за «Парму»     | 55        | 11        |                    | 2                  | 0                  |           | 5         | 0         |               |               |               | 60     | 11     |
| 2008–09               | «Дженоа»              | A                     | 10        | 0         | КІ                 | 1                  | 0                  | -         | -         | -         | -             | -             | -             | 11     | 0      |
| 2008–09               | «Торіно»              | A                     | 9         | 0         | -                  | 0                  | 0                  | -         | -         | -         | -             | -             | -             | 9      | 0      |
| 2009–10               | «Торіно»              | B (ІІ)                | 35+4      | 2         | КІ                 | 2                  | 0                  | -         | -         | -         | -             | -             | -             | 41     | 2      |
| 2010–11               | «Торіно»              | B (ІІ)                | 20        | 0         | КІ                 | 1                  | 0                  | -         | -         | -         | -             | -             | -             | 21     | 0      |
| 2011–12               | «Торіно»              | B (ІІ)                | 0         | 0         | КІ                 | 0                  | 0                  | -         | -         | -         | -             | -             | -             | 0      | 0      |
| Усього за «Торіно»    | Усього за «Торіно»    | Усього за «Торіно»    | 65+4      | 2         |                    | 3                  | 0                  |           |           |           |               |               |               | 72     | 2      |
| 2012–13               | «Монца»               | 2Д (IV)               | 27+4      | 18+2      | КІ-ЛП              | -                  | -                  | -         | -         | -         | -             | -             | -             | 31     | 20     |
| 2013–14               | «Монца»               | 2Д (IV)               | 20        | 5         | КІ+КІ-ЛП           | 2+1                | 0                  | -         | -         | -         | -             | -             | -             | 23     | 5      |
| 2014–15               | «Монца»               | ЛП (ІІІ)              | 2         | 0         | КІ+КІ-ЛП           | 0                  | 0                  | -         | -         | -         | -             | -             | -             | 2      | 0      |
| Усього за «Монцу»     | Усього за «Монцу»     | Усього за «Монцу»     | 47+4      | 23+2      |                    | 3                  | 0                  |           |           |           |               |               |               | 54     | 25     |
| 2014–15               | «Джана Ермініо»       | ЛП (ІІІ)              | 9         | 3         | КІ-ЛП              | -                  | -                  | -         | -         | -         | -             | -             | -             | 9      | 3      |
| Усього за кар'єру     | Усього за кар'єру     | Усього за кар'єру     | 320+9     | 57+2      |                    | 21                 | 1                  |           | 10        | 2         |               |               |               | 359    | 62     |

## Титули і досягнення
- Бронзовий олімпійський призер: 2004